# Neuere Urkundenhypothese

Neuere Urkundenhypothese als Diagramm (ungefähre zeitliche Einordnung). D=Deuteronomium, Dtr1=frühes D. (7. Jt. v. Chr.), Dtr2=spätes D. (6. Jt. v. Chr.); J=Jahwist (10. Jt. v. Chr.); E=Elohist (9. Jt. v. Chr.); P*=Priesterschrift (6.-5. Jt. v. Chr.); R= Redaktor; DH^{‡}=, d. h. Josua, Richter, Samuel 1 und 2, Könige 1 und 2; mit * einschließlich fast des gesamten Leviticus, †= fast des gesamten Deuteronomiums

Die Neuere Urkundenhypothese ist eine Theorie der historisch-kritischen Bibelwissenschaft über die Entstehung des Pentateuchs, die im Gefolge der Aufklärung entwickelt und im 19. Jahrhundert entfaltet wurde. Sie löste die Ältere Urkundenhypothese ab. Bis in die 1970er Jahre hinein blieb sie in Westeuropa das klassische Pentateuchmodell. Während die Hypothese in der modernen europäischen Forschung kaum noch Anhänger hat, behielt sie in den USA ihren Status.

## Forschungsgeschichte
Mit dem Zeitalter der Aufklärung begann in Europa auch die historisch-kritische Erforschung der Bibel. Seit dem 18. Jahrhundert wurde die Bibel nicht mehr nur in ihrer Funktion als geoffenbartes Wort Gottes rezipiert, sondern auch in ihrer Gestalt als historisch gewachsenes Buch wahrgenommen und untersucht. Die historische Kritik räumte ab dieser Zeit auf mit der über Jahrhunderte geltenden Vorstellung, Mose sei der Autor der Tora. Vielmehr sei sie in einem Jahrhunderte andauernden Wachstumsprozess aus verschiedenen, ehemals selbständigen Quellenschriften entstanden und durch Redaktionen immer wieder überarbeitet worden. Diese Quellenschriften liegen uns heute nicht mehr vor, sondern können nur noch mittels der Methoden der historischen Kritik rekonstruiert werden.
Den Anfang der historischen Kritik an der Tora markieren die Beobachtungen des Hildesheimer Pfarrers Henning Bernward Witter. Er entdeckte in den ersten drei Kapiteln des 1. Buchs Mose eine Doppelüberlieferung. Die Erschaffung der Welt, die Schöpfungsgeschichte, wird hier zweimal nacheinander, mit je unterschiedlichem Schwerpunkt und je unterschiedlichen Gottesbezeichnungen erzählt: einmal in Gen 1,1–2,4a  unter Verwendung der Gottesbezeichnung Elohim und ein zweites Mal in Gen 2,4b–3,24  (meistens) unter Verwendung des Gottesnamens JHWH. Ebenso finden sich in der Genesis weitere Doppel- und Mehrfachüberlieferungen, etwa in der Sintfluterzählung (Gen 6–8 ), der Geschichte von der Gefährdung der Ahnfrau (Gen 12 ; 20  und 26 ) oder der Ätiologie für das Heiligtum in Bet-El (Gen 12 ; 28  und 35 ). Die Beobachtungen Witters wurden lange Zeit nicht rezipiert.
Erst ähnliche Einsichten des Franzosen Jean Astruc, welcher der Leibarzt des französischen Königs Ludwig XV. war, stießen die kritische Forschung am Alten Testament an. Er entdeckte in den Mehrfachüberlieferungen innerhalb der Tora (vor allem der Genesis) zwei durchlaufende und zwei weitere kürzere, ehedem unabhängige Quellenschriften, die dem jetzigen Text zugrunde liegen. Diese Quellenschriften seien von Mose in vier Kolumnen (Astruc nennt diese Quellen A, B, C und D) zusammengestellt worden. Ein späterer, nachmosaischer Redaktor habe die vier Quellen ineinandergearbeitet.
Richard Simon sah im mosaischen Pentateuch und den Gesetzen den Kern des Alten Testaments, das aber etliche Zusätze von denen enthielte, die die Texte sammelten, kompilierten und auch überarbeitet haben.

### Vorgeschichte: Ältere Urkundenhypothese
In Deutschland weitete Johann Gottfried Eichhorn die These Astrucs auf den Textkomplex Genesis 1 – Exodus 2 aus und schied die Quellen in einen vormosaischen Elohisten (benannt nach der Verwendung des Gottestitels „Elohim“) und einen nachmosaischen Jehowisten (benannt nach der Verwendung des Gottesnamens JHWH, rekonstruierte Aussprache „Jahwe“, der Name wird von gläubigen Juden nicht ausgesprochen). Die Schreibung „Jehowist“ entspricht der damaligen Lesung des Gottesnamens JHWH, der bis ins 19. Jahrhundert irrtümlich als „Jehowa“ gelesen wurde. Karl David Ilgen baute die These Eichhorns weiter aus, indem er noch einen zweiten Elohisten annahm und daher insgesamt drei Quellen unterschied. Forschungsgeschichtlich wurde diese Theorie unter der Bezeichnung Ältere Urkundenhypothese (auch: Quellenhypothese) bekannt. Ferner stehen auch Henning Bernhard Witter und Wilhelm Martin Leberecht de Wette für die Entwicklung der Älteren Urkundenhypothese.

## Neuere Urkundenhypothese
Die Neuere Urkundenhypothese wurde in der Forschungsgeschichte der Toraforschung zum bislang bestimmendsten Erklärungsmodell für die Entstehungsgeschichte der fünf Bücher Mose.
Etwa 50 Jahre nach Ilgen entwickelten Hermann Hupfeld und sein Schüler Eduard Riehm die Ältere Urkundenhypothese weiter zu einer ersten Form der Neueren Urkundenhypothese. Sie unterschieden vier Quellen:
- „Urschrift“: Beginn in Gen 1 EU fortlaufend bis zur Landverteilung, elohistisch, älteste Schrift
- jüngere elohistische Schrift mit Patriarchengeschichten
- nochmals jüngere jehovistische[15] Schrift: Beginn mit der Schöpfung, Verwendung des Gottesnamens
- Das Buch Deuteronomium

Entscheidend für die Datierung war, dass Wilhelm Martin Leberecht de Wette bereits im Jahr 1805 aufzeigte, dass der Kern des Deuteronomiums mit der Kultzentralisation Joschijas im Jahr 622 v. Chr. (2 Kön 22–23 ) in Verbindung stehen musste. Ein erster Fixpunkt zur historischen Einordnung der anderen Überlieferungen zeigte sich also darin, ob diese mehrere Heiligtümer voraussetzten oder lediglich das Jerusalemer Heiligtum.
Die wohl wichtigste Revision des Forschungsstandes der Religions- und Literaturgeschichte Israels setzte Julius Wellhausen ab 1876 mit seinen Arbeiten „Die Composition des Hexateuchs“ und „Prolegomena zur Geschichte Israels“ durch, bei denen er die Ergebnisse von Eduard Reuß, Karl Heinrich Graf und Abraham Kuenen aufnahm. Wellhausen wies nach, dass die Priesterschrift, von ihm Q genannt, nicht die älteste, sondern die jüngste Pentateuchquelle sein muss und jünger als die Prophetie. Als Reihenfolge der Quellen ergibt sich daraus:
- Jahwist (abgekürzt: J), aus der Zeit um 950 v. Chr.
- Elohist (abgekürzt: E), aus der Zeit um 800 v. Chr.
- (Ur-)Deuteronomium (abgekürzt: D), aus dem 7. Jh. v. Chr.
- Priesterschrift (abgekürzt: P), aus der Exilszeit um 550 v. Chr.

Nach Wellhausens These arbeitete ein Redaktor in die jahwistische Quellenschrift (J) die elohistische Quellenschrift (E) ein. Das Ergebnis wird als das Jehowistische Geschichtswerk (JE) bezeichnet, der Redaktor als RJE. Das Werk JE entstand unmittelbar nach dem Untergang des Nordreiches Israel (722 v. Chr.) und wurde später in nachexilischer Zeit wiederum in die Priesterschrift (P) eingearbeitet. Dabei betont er, dass J und E nicht als rekonstruierbare Quellen zu beurteilen sind, sondern JE wie ein einheitliches Werk erscheint, sodass eine Scheidung der beiden Quellen nicht möglich ist. Zudem hebt er die Komplexität des Entstehungsprozesses von JE heraus und würdigt die Arbeit von RJE.
Wellhausen bezog seine Hypothese auf den sogenannten Hexateuch, fasste also das Josuabuch mit in seine Überlegungen.

### Neue Einsichten der form- und überlieferungsgeschichtlichen Forschung
Die Theorie Wellhausens besaß eine beinahe dogmatische Gültigkeit in der formgeschichtlichen Forschung. Dies bot nun die Möglichkeit, nach den Anfängen der mündlichen Überlieferung zu fragen. Insbesondere Hermann Gunkel, Martin Noth und Gerhard von Rad erarbeiteten drei wichtige Einsichten:
- Am Anfang der Überlieferungsbildung stehen kleine Erzählungen mit jeweils verschiedenem „Sitz im Leben“.
- Die einzelnen Überlieferungsthemen haben ursprünglich unterschiedliche regionale und geschichtliche Herkunft.
- Die Zusammenbindung der ursprünglich eigenständigen Überlieferungsthemen sei im vorstaatlichen Kult erfolgt (12./11. Jh. v. Chr.); J sei der literarische Ausbau dieser Überlieferung der sich als Einheit verstehenden Stämme Israels.

Nur wenige Autoren unternahmen Versuche, in einer „Neuesten Urkundenhypothese“ die Ergebnisse Wellhausens zu präzisieren, indem J als Quelle unterteilt wurde (bspw. Laienquelle L oder Nomadenquelle N).
Martin Noth beurteilte die Rolle von Dtn und Jos anders. Dies stellte eine starke Veränderung gegenüber Wellhausens Arbeit dar. Gemäß Noth stellt das Dtn den programmatischen Anfangsteil der Geschichtsdarstellung von der Landnahme bis zum Ende des Staates Juda dar. Dieses Deuteronomistische Geschichtswerk (DtrG) entstand neben einem vorgegebenen Erzählwerk, das die Geschichte Israels von seinen Ursprüngen bis zur Landnahme beschreibt (ohne Dtn). Das DtrG (Dtn–2 Kön) wurde schließlich so an Gen–Num angefügt, dass das Dtn den Pentateuch abschloss und Jos den Auftakt zu den „Vorderen Propheten“ darstellte. Bei der Zusammenführung fiel die alte Landnahmeerzählung weg – für den Wegfall erwog Noth auch verschiedene andere Möglichkeiten.
Die Theorie eines DtrG prägte die deutschsprachige Pentateuchforschung in der zweiten Hälfte des 20. Jhs. stark. Die Fragen nach dem Zusammenhang von Tetrateuch und Dtn sowie des Hexateuchzusammenhangs gerieten aus dem Blick der Forschung. Neuerdings werden sie jedoch wieder stärker berücksichtigt.

## Beurteilung

### Wirkung und Würdigung
Bis ca. 1970 war die Neuere Urkundenhypothese das die Forschung bestimmende Pentateuchmodell. Auch wenn es heute in seiner klassischen Form nur noch wenige Anhänger (u. a. Werner H. Schmidt und Axel Graupner) hat, ist es außerhalb der Fachdiskussion, bspw. in Religionsbüchern und theologischer Literatur, nach wie vor sehr präsent. Außerhalb des deutschen Sprachraums stellt es bis heute häufig das dominante Erklärungsmodell dar.
Die Leistungsfähigkeit der Neueren Urkundenhypothese liegt darin, dass sie größere Textzusammenhänge im Hexateuch durch Quellen/Urkunden plausibler erklärt als durch redaktionelle Tätigkeit. Daher wird auch in der jüngeren Pentateuchforschung die These verteidigt, wie bspw. durch Tzemah L. Yoreh und Joel Baden. Diese Versuche schaffen jedoch im Detail mehr Probleme als sie lösen. Eine widerspruchsfreie und schlüssige Trennung der vier Quellfäden konnte bislang nicht vorgelegt werden. Auch die Einwände gegen das Vierquellen-Modell können sie nicht entkräftigen.
Die modernen Pentateuchmodelle bauen trotz der Distanzierung auf vielen Erkenntnissen und Beobachtungen der Neueren Urkundenhypothese auf.
So regt sich auch in der neueren Forschung von sehr unterschiedlichen Seiten aus Widerstand gegen die Ablösung der Hypothese. Vertreter der Neueren Urkundenhypothese verweisen darauf, dass die neueren Erklärungsversuche die am Text zu machenden Beobachtungen nicht hinreichend erklären können: „Trotz einer Vielfalt von neueren Ansätzen und Entwürfen ist allerdings noch keine Lösung in Sicht, die an Problemeinsicht und Erklärungspotential der – über etwa zwei Jahrhunderte gewachsenen und erprobten – Quellenscheidung vergleichbar ist.“
Die Pentateuchforschung ist heute das schwierigste und kontroverseste Feld der Bibelwissenschaft. Der breiteste Konsens herrscht in der Annahme einer Priesterschrift als Quelle, wobei der genaue Umfang umstritten ist. Jedoch nimmt die Skepsis an der literarkritischen Elimination von Gesetzestexten u. ä. zu. Zwar wird die früher scharfe Unterscheidung von Pg und Ps nicht aufgehoben, jedoch wird P vermehrt als Konvolut pluraler Überlieferungen verstanden, in das auch älteres Material wie verschiedene Ritualtexte eingeflossen sind.
Trotz der Kritik am Modell ist eine völlige Ablösung der Neueren Urkundenhypothese zugunsten modernerer Hypothesen – zwei prägende Kompositionsschichten (Erhard Blum), eine priesterliche Grundschicht mit Ergänzungen älteren Materials (Eckart Otto) oder vielschichtige Fortschreibungsprozesse (Christoph Berner) – gegenwärtig nicht angebracht.

### Kritik
Die Päpstliche Bibelkommission bekräftigte 1906, dass Mose der Verfasser des Pentateuch sei und verwarf jede Form einer Urkundenhypothese (De mosaica authentia Pentateuchi).
Mose kann aber bei Abfassung des Pentateuch selbst Quellen (schriftliche Urkunden oder mündliche Überlieferungen) verwendet haben. Nach dem Urteil der römisch-katholischen Kirche ist es möglich, dass im Text des Pentateuch Überlieferungsfehler enthalten sind.

### Infragestellung des Vierquellen-Modells
Seit den 1970er Jahren wurde das Vierquellen-Modell der Neueren Urkundenhypothese stark in Frage gestellt und findet in seiner klassischen Form nur noch wenige Anhänger. Dem Vierquellen-Modell wird vorgeworfen, dass die Quellscheidung auf unsicherem Boden stehe. Dabei gelten insbesondere J und E, die wichtigen Grundpfeiler, als Schwachpunkte.
Da E von Anfang an nur fragmentarische Einzelerzählungen zugewiesen werden konnten, nicht jedoch ein durchlaufender Erzählfaden, wurde diese Quelle bereits zu Beginn des 20. Jh.s kritisiert. Dies verstärkte sich durch eine relative Spätdatierung elohistischer Kerntexte. Hans-Christoph Schmitt verstand E als spätere Redaktionsschicht. Gelegentlich wird die Quelle E bis heute verteidigt, jedoch geht die Forschung mehrheitlich nicht mehr von einer vorpriesterlichen elohistischen Pentateuchschicht aus.
Auch das Ende von J war von Beginn an unsicher, da jede Theorie Probleme bereitet. Dennoch hielt sich J als Quelle lange in der Forschung. Als gegen Ende des 20. Jh.s auch der Anfang von J durch eine Spätdatierung von Gen *2–3 und Gen 12,1–3 wegbrach, wuchs auch die Kritik. Obwohl es Gründe für die Annahme eines vorpriesterlichen, durchlaufenden Erzählfadens gibt, der spätestens im 7. Jh. v. Chr. Urgeschichte, Erzelternerzählung, Exoduserzählung und Landperspektive verknüpfte, gilt die textliche Ausgrenzung einer eigenständigen jahwistischen Schicht heute als sehr unsicher. Im Vorwort des Sammelwerkes Abschied vom Jahwisten heißt es:

„Allein die Priesterschrift, die ›Grundschrift‹ des Pentateuchs, hat sich als plausibel erarbeitete und gut begründete Theoriegrundlage erwiesen, ihr älterer Doppelgänger, der Jahwist – gefasst als durchlaufendes, vor-priesterschriftliches Geschichtswerk in mindestens tetrateuchischer Erstreckung –, hingegen beruht zwar auf einer traditionsreichen Hypothese, die aber zunehmend brüchig geworden ist. Heute steht beim Jahwisten nahezu alles zur Disposition: Sein Alter und Umfang, seine innere Kohärenz und theologische Ausrichtung, und damit liegt es nahe, nach seiner Existenz überhaupt zu fragen.“

Anfang und Ende als besonders sensible Bereiche für die Annahme älterer Quellen fehlen nach aktuellem Forschungsstand bei E und J oder sind unter Exegeten signifikant umstritten. Mehrere Spitzentexte des theologischen Universalismus fallen für J dadurch weg, dass sie überwiegend später datiert werden. Die kompositionelle und redaktionelle Vielfalt der Texte gilt in heutiger Forschung als größer als sie im klassischen Modell gefasst wird.
Soll an J als Quelle festgehalten werden – in verschiedenen Perikopen finden sich belastbare Hinweise auf eine vergleichbare Schicht –, muss von einem erheblich reduzierten Textbestand gegenüber den klassischen Entwürfen ausgegangen werden.
Weitgehender Konsens herrscht darüber, dass ein Werk, das erstmals Erzeltern- und Mose-Exodus-Erzählung verbindet, nicht mehr in frühköniglicher Zeit zu datieren ist. Uneinig ist sich die aktuelle Forschung über die konkrete Datierung einer solchen Schrift. Immer mehr Zustimmung findet die Annahme, P habe in frühnachexilischer Zeit den ersten durchlaufenden Erzählfaden geschaffen, und vorpriesterliches Material sei lediglich in Erzählkränzen konzipiert gewesen. Andere Hypothesen datieren ein solches Werk in spätvorexilischer Zeit (Mitte des 7. Jh.s v. Chr.) im theologischen Horizont der josianischen Reformbewegung. Die Annahme, eine nicht-priesterliche Mose-Exodus-Erzählung habe zusammen mit einem Erzählkranz um Jakob einen Grundstock der vor-priesterlichen Überlieferung dargestellt, entwickelt sich aktuell zur Konvergenzlinie in der Pentateuchforschung.
Außerdem wurde die Annahme der Neueren Urkundenhypothese, das gesamte nicht-priesterliche Material sei auch vor-priesterlich, in der aktuellen Forschung weitestgehend aufgegeben. Anstelle der Annahme von P als spätester Quelle und einer die Quellen verbindenden Pentateuchredaktion werden heute die Kombination von Pentateuch- und Hexateuchredaktionen und mehrfach gestufte theokratische Bearbeitungen vorgeschlagen. Dabei herrscht jedoch Dissens darüber, welche Werkzusammenhänge bei den jeweiligen Bearbeitungen vorauszusetzen sind. Als umstritten gilt außerdem, ob es überhaupt eine formative Redaktion zum Abschluss des Pentateuchs gab.

#### Methodische Schwächen
Die Versuche, mit Hilfe der literarkritischen Methode die biblischen Texte bis in Halbverse hinein bestimmten Quellen zuzuweisen, beruhen oft auf einem mechanistischen Verfahren. Dieses wird in der aktuellen Forschung hinsichtlich Kriteriologie und vorausgesetztem Überlieferungsverständnis weitgehend abgelehnt. Als problematisch scheint, dass die Entstehung des Pentateuchs zu wenig als kontinuierlicher Überlieferungs- bzw. Fortschreibungsprozess betrachtet wird. Insbesondere die Annahme von Redaktoren, die die vorhandenen Quellen ohne größere Eingriffe zusammenführten, gilt als kritisch und wurde vielfach diskutiert. Die jüngere Prophetenforschung bestätigt demgegenüber die Einsichten Wellhausens, dass der Prozess der Zusammenführung von Traditionen und das Wachstum der Literatur ein komplizierter, mehrstufiger Prozess ist, der nicht in der Addition von Quellen aufgeht. Unter dem Stichwort „innerbiblische Auslegung“ lässt sich die Beobachtung zusammenfassen, dass Redaktionsprozesse die bearbeiteten Texte neu interpretieren, sie teilweise verändern und vielfach in Hinblick auf den Ausgangstext anpassen. Zu den Konvergenzen der aktuellen Pentateuchforschung zählt, den Überlieferungsprozess im Gegenüber zu einer mechanistischen Textzerstückelung stärker zu bedenken. Der Autorenbegriff, der im jüngeren Urkundenmodell zugrunde liegt, entstammt dem Geniegedanken des 19. Jh.s und ist für die vorhellenistische Traditionsliteratur unangemessen.
Das Quellenmodell wurde aus Gen und der ersten Hälfte von Ex entwickelt und greift am ehesten dort. Kritiker merken an, dass es in Lev und Num nicht gelingt, den Textbestand auf zwei Traditionsstränge aufzuteilen. Somit kann über die Hälfte des Textbestandes nicht adäquat mit dem Vierquellenmodell bearbeitet werden. Die Entstehung und Einbindung der Rechtskorpora bilden nach aktueller Forschung einen der Schlüssel zur Lösung des Pentateuchproblems, werden jedoch – anders als bei Wellhausen selbst – im traditionellen Modell zu wenig berücksichtigt. Auch die Komplexität der priesterlichen und deuteronomisch-deuteronomistischen Überlieferung sowie den späten Fortschreibungen im Pentateuch trägt die Neuere Urkundenhypothese nicht ausreichend Rechnung.

#### Fragwürdigkeit der vorausgesetzten Religions- und Sozialgeschichte
Mit der Frühdatierung von J als einer Gesamtdarstellung von der Schöpfung bis vor oder zur Landnahme und der Theologie von E wurden in den letzten Jahrzehnten wichtige Grundlagen vieler auf die Neuere Urkundenhypothese aufbauenden Modelle weitgehend erschüttert.
Die in J vorausgesetzte Monolatrie und die für E entscheidende „Gottesfurcht“ gelten nach heutiger Forschung in den traditionell vorgeschlagenen Epochen der Quellen als nicht plausibel. So lassen sich durch archäologische und ikonographische Befunde erst spätvorexilisch (7. Jh. v. Chr.) Hinweise auf eine mögliche Herausbildung des dezidierten Ausschließlichkeitsanspruchs JHWHs finden. Auch wird die umfassende Geschichtstheologie in so früher Zeit vermehrt bezweifelt, zumal die aktuelle Forschung davon ausgeht, dass es im 10. Jh. noch nicht den Staat Israel gab, der durch J legitimiert worden wäre. Auch das aus biblischem Befund erschlossene Davidisch-salomonische Großreich lässt sich archäologisch-historisch nicht ausreichend belegen. Es ist eher davon auszugehen, dass sich eine institutionell ausgebaute Monarchie zunächst im Norden (9. Jh. v. Chr.) und davon abhängig schließlich in Juda (9./8. Jh. v. Chr.) herausbildete. Damit stellt sich die Frage, ab wann die kulturgeschichtlichen und literatursoziologischen Voraussetzungen für die erste Quelle als Geschichtsdarstellung gegeben waren. Die Hypothese einer höfischen Schreibkultur lässt sich erst im 8. Jh. v. Chr. durch die wachsende Anzahl administrativer Texte stützen. Im 10. bzw. 9. Jh. v. Chr. wird sie überwiegend bestritten.